# Norberčany
Norberčany (in tedesco Nürnberg) è un comune della Repubblica Ceca facente parte del distretto di Olomouc, nella regione di Olomouc.